# سوساک
سوساک (به ایتالیایی: Sansego) جزیره‌ای کوچک متعلق به کشور کرواسی و واقع در شمال دریای آدریاتیک است.

## جغرافیا
سوساک در ۷ کیلومتری جنوب غربی جزیرهٔ لوسینژ و ۱۰ کیلومتری جنوب جزیرهٔ اونیجه واقع شده است.
ساحل ایتالیا حدود ۱۲۰ کیلومتری جنوب غرب این جزیره است. سوساک ۳ کیلومتر طول و ۱٫۵ کیلومتر عرض دارد و بلندترین ارتفاعش ۹۸ متر با سطح دریا ارتفاع دارد. این از معدود جزایر کرواسی است که از شن تشکیل شده.